# L'École des mendiants
Pour plus de détails, voir Fiche technique et Distribution.
L'École des mendiants (titre original : The Street of Forgotten Men) est un film américain réalisé par Herbert Brenon, sorti en 1925. Il s'agit du premier film avec Louise Brooks.

## Synopsis
Easy-Money Charley, un mendiant qui se fait passer pour estropié dans New York, vient de perdre son chien préféré et prend sous son aile la fille d'une prostituée pour combler le vide dans son cœur. Très vite, il est la risée des autres mendiants en raison de son sentimentalisme et décide d'élever l'enfant secrètement dans la sécurité d'une banlieue lointaine.

## Fiche technique
- Titre original : The Street of Forgotten Men
- Titre français : L'École des mendiants
- Réalisation : Herbert Brenon
- Scénario : George Kibbe Turner, John Russell et Paul Schofield
- Photographie : Harold Rosson
- Pays de production :  États-Unis
- Format : Noir et blanc — 35 mm — 1,33:1 — Muet
- Genre : Film dramatique, Film policier
- Date de sortie : 1925

## Distribution
- Percy Marmont : Easy Money Charley
- Neil Hamilton : Philip Peyton
- Mary Brian : Fancy Vanhern
- Louise Brooks (non créditée)
- Anita Louise (non créditée)
- Riley Hatch : Diamond Mike
- John Harrington : Bridgeport White-Eye
- Juliet Brenon : Portland Fancy
- Josephine Deffry : Dutch Molly
- Agostino Borgato : Adolphe
- Albert Roccardi : l'assistant d'Adolphe
- Dorothy Walters : la veuve McKee